# Cannington (circonscription saskatchewanaise)
Pour les articles homonymes, voir Cannington.
Circonscription électorale provinciale du Canada
Cannington (auparavant Souris-Canington (1975-1995)) est une circonscription électorale provinciale de la Saskatchewan au Canada. Elle est représentée à l'Assemblée législative de la Saskatchewan depuis 1975.

## Géographie
La circonscription est située dans le sud-est de la province
En 2024, la circonscription comprend : 
- Les communautés de Gainsborough (en), Carievale (en), Carnduff, Glen Ewen (en), Oxbow, Northgate, Frobisher (en), Alameda, Storthoaks (en), Alida, Lampman, Willmar, Bellegarde, Antler (en), Redvers, Wauchope, Manor, Arcola, Kisbey (en), Forget, Stoughton, Heward (en), Griffin (en), Creelman (en), Fillmore, Handsworth (en), Corning (en), Osage (en), Kipling, Kenosee Lake, Kennedy (en), Cannington Lake (en), Walpole, Maryfield (en), Fairlight et Wawota.
- Les municipalités rurales de Argyle No 1 (en), Mount Pleasant No 2 (en), Enniskillen No 3, Coalfields No 4 (partie), Storthoaks No 31 (en), Reciprocity No 32 (en), Moose Creek No 32 (en), Browning No 34 (en), Benson No 35 (en) (partie), Antler No 61 (en), Moose Mountain No 63 (en), Brock No 64 (en), Tecumseh No 65 (en), Griffin No 66 (en), Maryfield No 91 (en) (partie), Walpole No 92 (en), Wawken No 93, Hazelwood No 94 (en), Golden West No 95 (en), Fillmore No 96 (en), Silverwood No 123 (en) (partie) et Kingsley No 124 (en) (partie).
- Les communautés Premières Nations de White Bear 70 (en), Pheasant Rump 68 (en) et Ocean Man 69 (en).
- Le parc provincial de Moose Mountain.

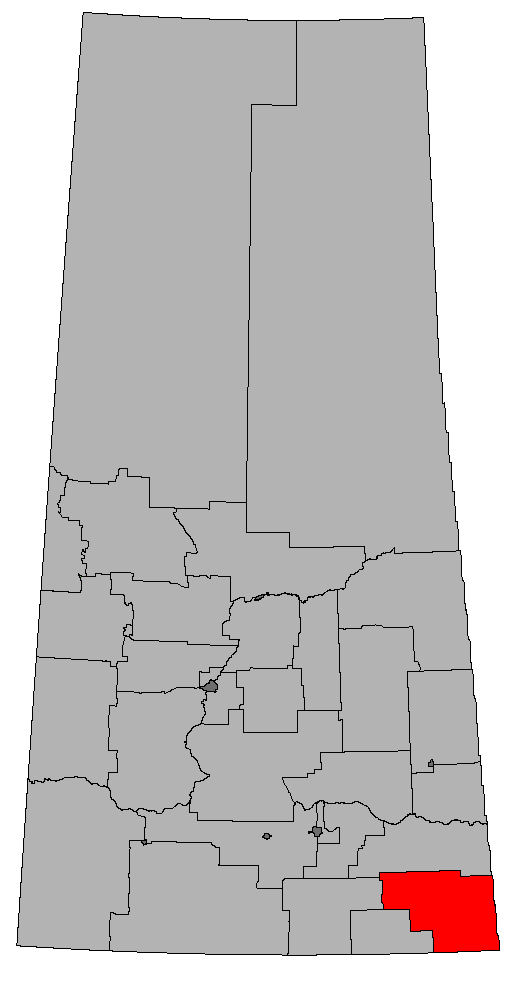
Frontière de la circonscription en 2016.
Frontière de la circonscription en 2022.

## Liste des députés
| Parlement                                              | Années                                                 | Député                                                 | Député                                                 | Parti                                                  |
| Souris-Cannington                                      | Souris-Cannington                                      | Souris-Cannington                                      | Souris-Cannington                                      | Souris-Cannington                                      |
| Nouvelle circonscription issue de Cannington et Souris | Nouvelle circonscription issue de Cannington et Souris | Nouvelle circonscription issue de Cannington et Souris | Nouvelle circonscription issue de Cannington et Souris | Nouvelle circonscription issue de Cannington et Souris |
| ------------------------------------------------------ | ------------------------------------------------------ | ------------------------------------------------------ | ------------------------------------------------------ | ------------------------------------------------------ |
| 18e                                                    | 1975–1978                                              |                                                        | Eric Berntson                                          | Progressiste-conservateur                              |
| 19e                                                    | 1978–1982                                              |                                                        | Eric Berntson                                          | Progressiste-conservateur                              |
| 20e                                                    | 1982–1986                                              |                                                        | Eric Berntson                                          | Progressiste-conservateur                              |
| 21e                                                    | 1986–1991                                              |                                                        | Eric Berntson                                          | Progressiste-conservateur                              |
| 22e                                                    | 1991–1995                                              | Dan D'Autremont                                        |                                                        | Progressiste-conservateur                              |
| Cannington                                             |                                                        |                                                        |                                                        |                                                        |
| 23e                                                    | 1995–1997                                              |                                                        | Dan D'Autremont                                        | Progressiste-conservateur                              |
| 23e                                                    | 1997-1999                                              |                                                        | Dan D'Autremont                                        | Saskatchewanais                                        |
| 24e                                                    | 1999–2003                                              |                                                        | Dan D'Autremont                                        | Saskatchewanais                                        |
| 25e                                                    | 2003–2007                                              |                                                        | Dan D'Autremont                                        | Saskatchewanais                                        |
| 26e                                                    | 2007–2011                                              |                                                        | Dan D'Autremont                                        | Saskatchewanais                                        |
| 27e                                                    | 2011–2016                                              |                                                        | Dan D'Autremont                                        | Saskatchewanais                                        |
| 28e                                                    | 2016–2020                                              |                                                        | Dan D'Autremont                                        | Saskatchewanais                                        |
| 29e                                                    | 2020–2024                                              |                                                        | Daryl Harrison                                         | Saskatchewanais                                        |
| 30e                                                    | 2024–en cours                                          |                                                        | Daryl Harrison                                         | Saskatchewanais                                        |